# West Air (Китай)

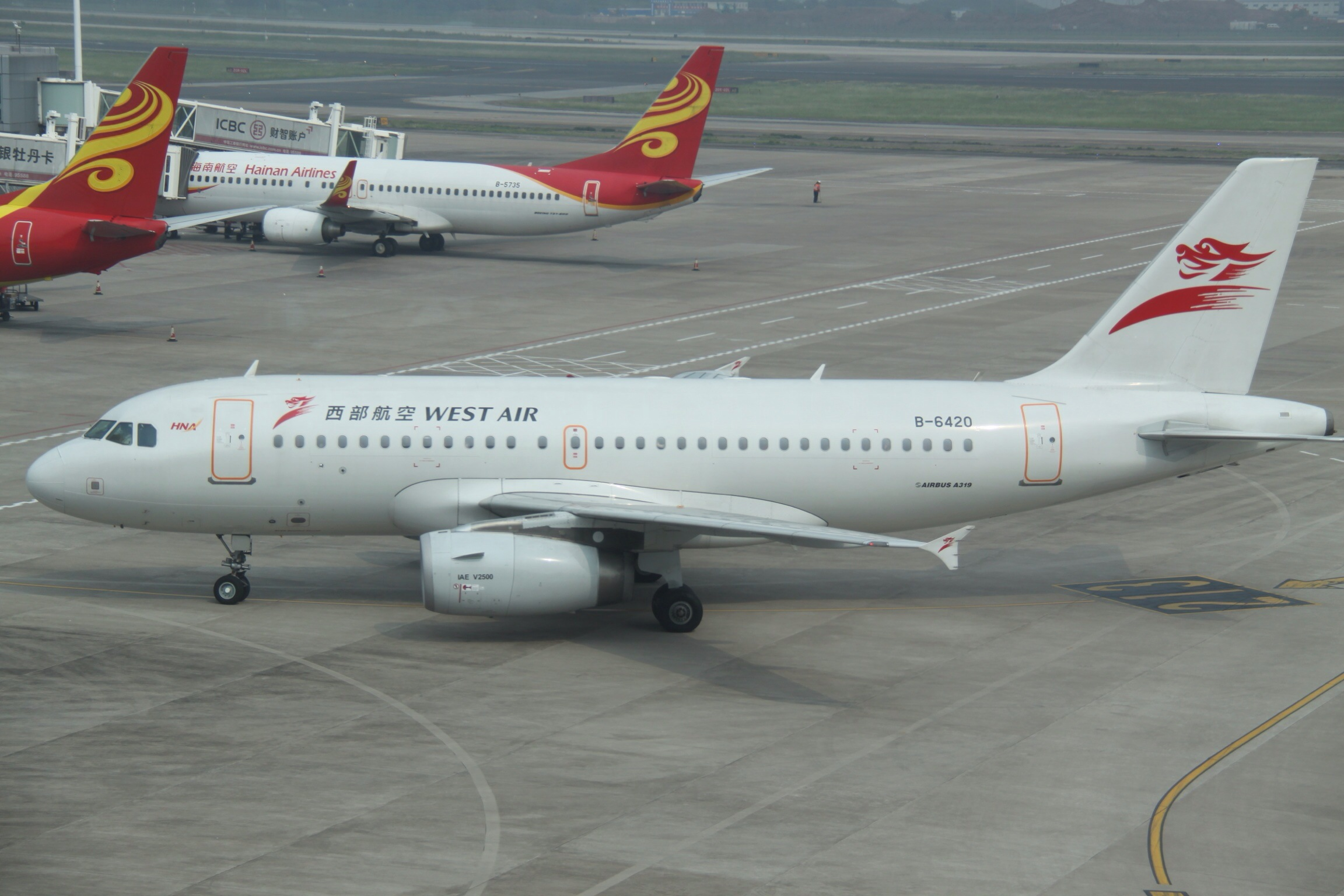
Airbus A319 авиакомпании West Air в международном аэропорту Чунцин Цзянбэй

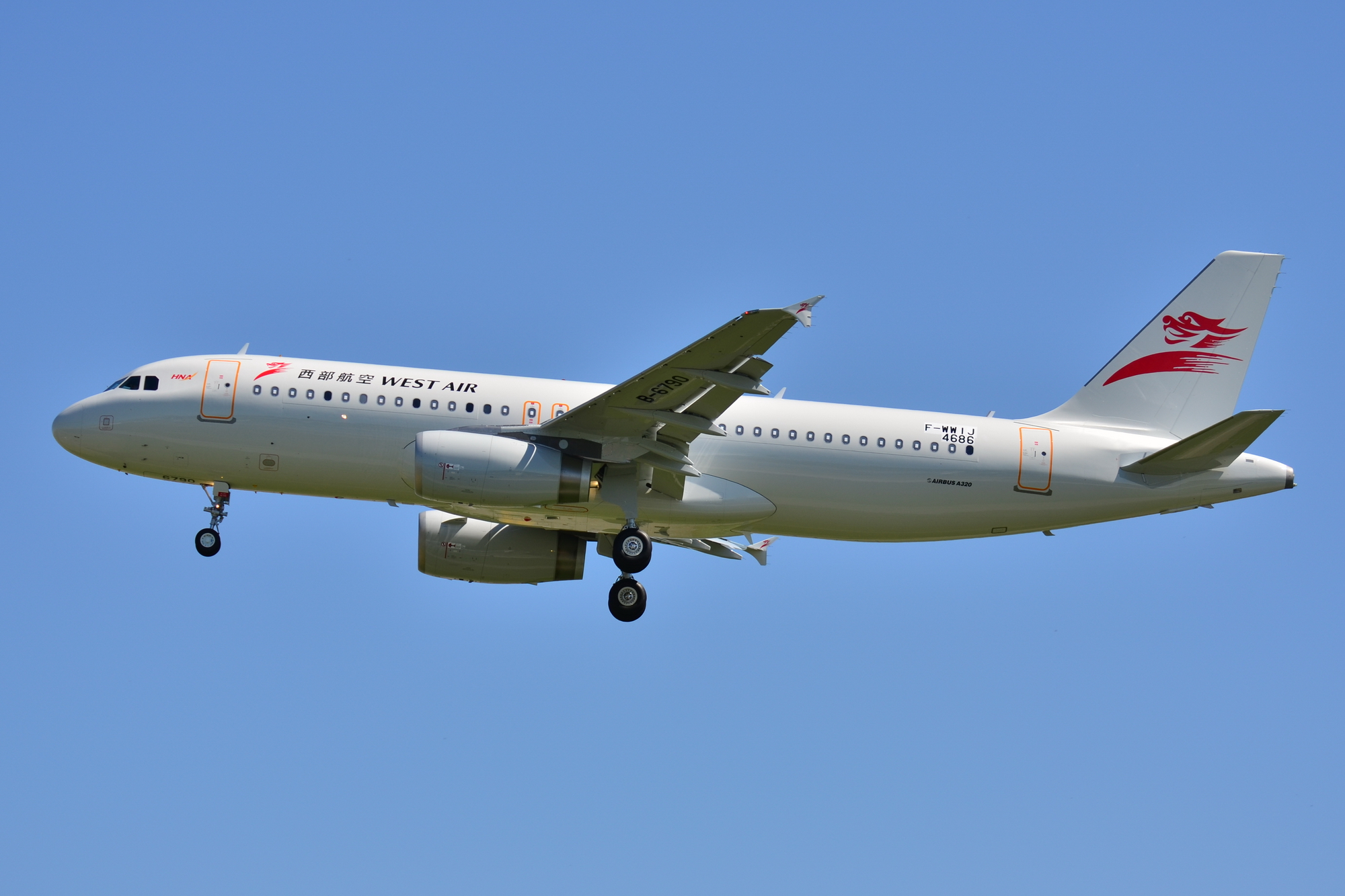
Новый Airbus A320 авиакомпании West Air с завода в Тулузе

West Airlines Co. Ltd., действующая как West Air (кит. 西部航空), — китайская бюджетная авиакомпания со штаб-квартирой в городе Чунцин (КНР), работающая в сфере регулярных пассажирских перевозок по внутренним маршрутам.
Портом приписки перевозчика и его главным транзитным узлом (хабом) является международный аэропорт Чунцин Цзянбэй.

## История
West Air была основана в марте 2006 года конгломератом HNA Group и начала операционную деятельность 14 июля 2010 года.

## Маршрутная сеть
| [хаб] | хаб |

## Флот
В июле 2021 года воздушный флот авиакомпании West Air составляли следующие самолёты средним возрастом в 6,7 года: